# برايان بيرج
برايان بيرج (بالإنجليزية: Bryan Berg)‏ (21 مارس 1975 -) هو محطم رقم قياسي مسجل في موسوعة جينيس للأرقام القياسية لأطول بناء باستخدام ورق اللعب (الكوتشينة) حرة التثبيت - أي بدون مواد لاصقة. وكان ارتفاع البرج أربعة عشر قدماً وست بوصات، في عام 1992 حينما كان عمره سبعة عشر عاماً.
المولد والنشأة:
ولد بيرج في ولاية آيوا في عام 1975.
تأثر بيرج كثيراً بجده لاعب الورق ليبدأ بالبناء بأوراق اللعب. وكل الأساليب التي يستخدمها اليوم قد تعلمها بنفسه.
الدرجات العلمية:
حصل بيرج على شهادة احتراف في العمارة من جامعة آيوا في عام 1997. ونال شهادة الماجستير في التصميم من جامعة هارفرد في عام 2004.
الاحتراف:
وقد قام بيرج بعد تاريخ تحطيمه الرقم القياسي بتكرار الأمر أكثر من عشر مرات. وأحدث إنجاز له من في تلك الفئة كان بارتفاع أكثر من خمسة وعشرين قدماً، وفي تلك المرة لجأ إلى أسلوب جديد حيث استخدم الأوراق بطريقة رأسية (وليست أفقية كما في السابق)، مما قلل عدد الأوراق المستخدمة إلى ما يقرب النصف. في عام 2004 قامت جينيس باستحداث فئة جديدة لاستيعاب أعمال بيرج، وهي أضخم بناء باستخدام أوراق اللعب حرة التثبيت. وقد استمر بيرج في الاحتفاظ بالرقمين، والذين يتطلبان أن لا تستخدم في البناء أية مواد لاصقة أو خدع. و قد اختبر الأسلوب الذي ابتكره بيرج في البناء ليتحمل 660 رطل لكل قدم مربعة.
وبقيامه بجولات عالمية، تمكن بيرج من إقامة بناياته العجيبة في غالبية المدن الكبرى في الولايات المتحدة الأمريكية وكندا وأوروبا وأسيا.
يتردد بيرج كضيف ومحاضر في مجال العلوم والتكنولوجيا والفنون والفعاليات الثقافية، والتي شملت: مؤسسة ألكساندر كالدر ، ونادي الفنون الوطني بمدينة نيويورك ، Exploratium San Francisco، ومعهد إلينوي للتكنولوجيا، وجامعة هارفرد.
ويعيش الآن في سانتا فيه بولاية نيو مكسيكو.